# Dème de Kárla
Le dème de Kárla, en grec moderne : Δήμος Κάρλας / Dímos Kárla, est un ancien dème du district régional de Magnésie, en Thessalie, Grèce. Depuis 2010, il est fusionné au sein du dème de Rígas Feréos.
Selon le recensement de 2011, la population du dème compte 4 747 habitants.